# Gunnar Sibbmark
John Tore Gunnar Sibbmark, född 8 mars 1946 i Uråsa församling i Kronobergs län, död 12 maj 2020 i Rydaholms distrikt i Jönköpings län, var en svensk lärare, politiker och ordförande för Kyrkomötet.
Sibbmark var ämneslärare i matematik  och fysik och därefter, 1989–2002, kommunalråd för Moderaterna i Värnamo kommun. År 2004 valdes han till ordförande i Kyrkomötet, och efterträddes 2013 av Karin Perers. Han var även verkställande direktör för Europakorridoren. År 2013 erhöll han Stefansmedaljen av ärkebiskopen i Uppsala.